# Michiel Bartman
Michiel Bartman, né le 19 mai 1967 à Badhoevedorp, est un rameur néerlandais.

## Biographie
À Atlanta pour les Jeux olympiques d'été de 1996, Michiel Bartman s'engage dans l'épreuve de huit avec Ronald Florijn, Diederik Simon, Koos Maasdijk, Niels van der Zwan, Niels van Steenis, Nico Rienks, Jeroen Duyster et Henk-Jan Zwolle et remporte le titre olympique. Lors des Jeux olympiques d'été de 2000 à Sydney, il participe à l'épreuve de quatre de couple avec Jochem Verberne, Dirk Lippits et Diederik Simon et remporte la médaille d'argent. La médaille est du même métal lors des Jeux olympiques d'été de 2004 à Athènes dans l'épreuve de huit avec Gijs Vermeulen, Jan-Willem Gabriëls, Daniël Mensch, Geert-Jan Derksen, Gerritjan Eggenkamp, Matthijs Vellenga, Chun Wei Cheung et Diederik Simon.

## Palmarès
- Jeux olympiques d'été de 1996 à Atlanta
  -  Médaille d'or en huit

- Jeux olympiques d'été de 2000 à Sydney
  -  Médaille d'argent en quatre de couple

- Jeux olympiques d'été de 2004 à Athènes
  -  Médaille d'argent en huit